# Punteado

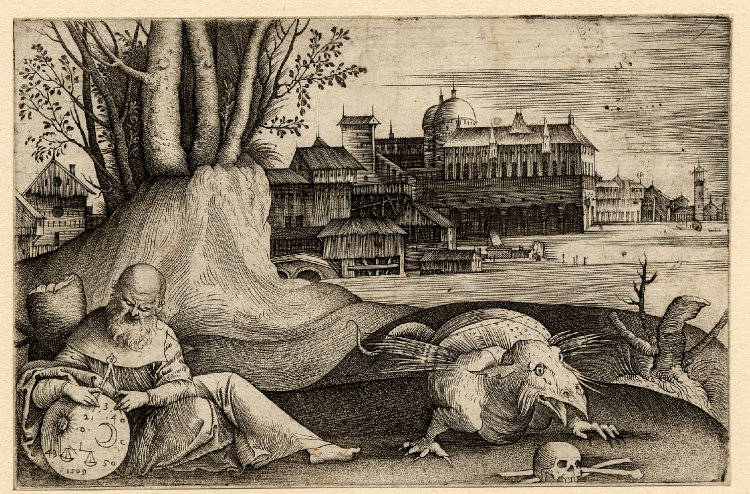
El astrólogo Giulio Campagnola utilizó la técnica del punteado para lograr efectos en áreas como el fondo oscuro, la calva del hombre o los troncos.

El punteado es una técnica de grabado tallado que se utiliza para crear efectos de tono mediante la distribución de un patrón de puntos de varios tamaños y densidades para la creación de una imagen. El patrón es creado en una placa de impresión, ya sea mediante un buril o la utilización de técnicas de aguafuerte. El uso de puntos y líneas para sombrear aspectos de una imagen fue utilizado por más de dos siglos hasta ser desarrollado como un técnica específica a mediados del siglo XVIII.
La técnica admite variaciones tonales sutiles y es especialmente utilizada para simular dibujos realizados con tiza o sanguina.

## Historia temprana
Los efectos del punteado fueron utilizados en conjunto con otro tipo de técnicas de grabado por artistas tan tempranos como Giulio Campagnola (c. 1492-c. 1515) y Ottavio Leoni (1578-1630). Algunas de las impresiones de Campagnola fueron realizadas utilizando casi exclusivamente esta técnica. En los Países Bajos, durante el siglo XVII, el impresor y orfebre Jan Lutma desarrolló una técnica de grabado conocida como opus mallei, en la que los puntos son perforados por un punzón golpeado con un martillo, mientras que en Inglaterra, William Rogers utilizó puntos para realizar sus grabados durante el siglo XVI; Lucas Vorsterman hizo lo mismo en el siglo XVII.

## SigloXVIII

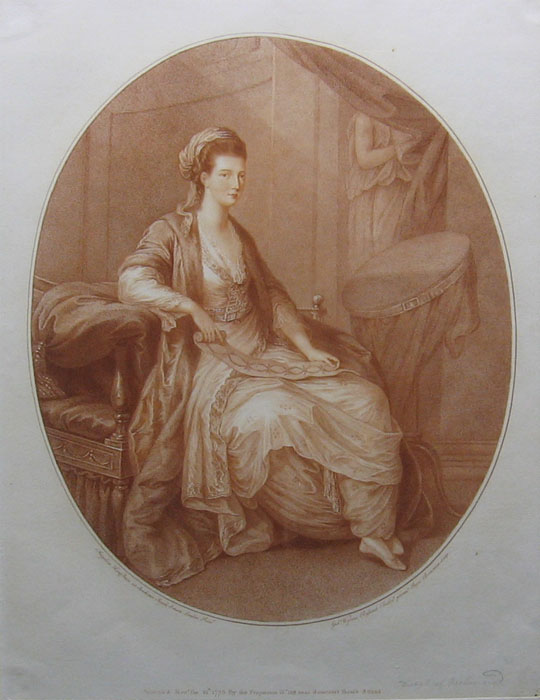
La duquesa de Richmond es un grabado realizado mediante punteado por William Wynne Ryland, tras el modelo de Angelica Kauffman (1775).

Francia fue pionera en el desarrollo de la técnica de punteado al aguafuerte conocido como «a la manera del lápiz», especialmente utilizada para lograr efectos similares a los de los dibujos con tiza o sanguina. En 1756, Gilles Demarteau utilizó herramientas de orfebrería y ruedas de marcaje para sombrear las líneas en una serie de Trofeos diseñados por Antoine Watteau. Jean-Charles François fue un socio de Demarteau que desarrolló aún más la técnica y la utilizó para grabar la placa entera. En 1757, François realizó tres grabados «a la manera del lápiz» directamente en placas de cobre, para posteriormente realizar otras tres impresiones atando y utilizando agujas de diferentes tamaños para realizar los puntos. Otras personas que contribuyeron al desarrollo de esta nueva técnica fueron Alexis Magny y Jean-Baptiste Delafosse. William Wynne Ryland, quien había trabajado con Jean-Charles François, llevó la técnica a Gran Bretaña, utilizándola en sus contribuciones a la publicación de Charles Rogers A collection of Prints in imitation of Drawings, y la desarrolló aún más bajo el nombre de punteado.
El proceso de esta técnica es descrito en el libro de T.H. Fielding El arte del grabado (1841). Para iniciar, se coloca un fondo de cera sobre la placa, que la convierte en resistente al ácido. Posteriormente, se dibuja el contorno en pequeños puntos con una aguja y las áreas más oscuras de la imagen son realizadas con un patrón muy cerrado de puntos. Este efecto fue producido en la técnica del grabado a media tinta por una serie de ruletas para producir grandes números de puntos de manera relativamente rápida. La placa entonces es sumergida en ácido, y posteriormente se remueve el fondo ceroso.
En Francia, la técnica se convirtió en tendencia para reproducir dibujos realizados a la sanguina por artistas como Antoine Watteau y François Boucher. Gilles Demarteau trasladó al grabado 266 dibujos de este último mediante la técnica del punteado. Estas impresiones simulaban dibujos a la sanguina que podían ser enmarcados como pequeños cuadros, y colgados en espacios vacíos de las residencias profusamente decoradas de la época.

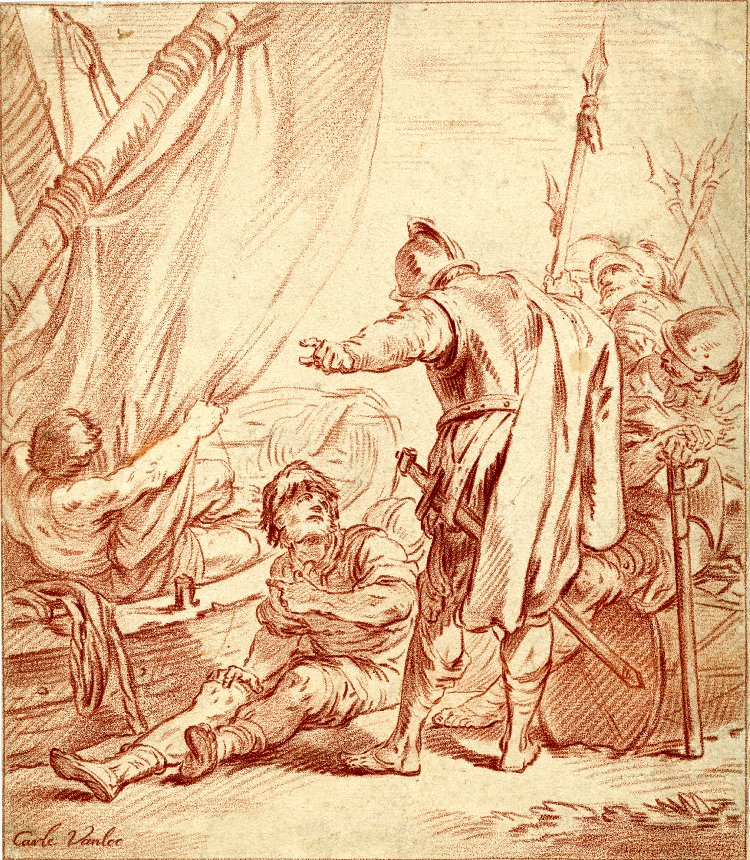
Un grupo de soldados es un grabado realizado con la técnica a la manera del lápiz de Gilles Demarteau, tras el modelo de Charles André van Loo.

En Inglaterra, la técnica fue utilizada para producir «impresiones de mobiliario» con un propósito similar, y que pronto se volvieron muy populares, aunque fueron vistas con cierto desdén por los productores de retratos con la técnica del grabado a media tinta que dominaban en el mercado de impresiones de retratos. El punteado compitió contra esta última técnica como método para lograr variaciones de tonos. Aunque el punteado carecía de la riqueza y profundidad de esta última, poseía una gran ventaja en lograr obtener una mayor cantidad de impresiones de una misma placa.
Durante las últimas décadas del siglo XVIII, algunos impresores, como Francesco Bartolozzi, empezaron a utilizar colores en la técnica del punteado. En lugar de utilizar placas separadas, como era común en la mayoría de los procesos a color de la época, en el punteado se aplicaban delicadamente los pigmentos mediante un pincel directamente en la placa para cada impresión, con un requerimiento de habilidad manual que pronto probó ser inviable. Este método fue también conocido como à la poupée, utilizando el término francés para las almohadillas de algodón utilizadas para entintar.